# NGC 68
NGC 68 je eliptická galaxie vzdálená od nás zhruba 264 milionů světelných let nacházející se v souhvězdí Andromedy.